# 그리스 마법 파피루스
그리스 마법 파피루스(그리스어: Ελληνικοί Μαγικοί Πάπυροι 헬레니코이 마기코이 파피로이[*], 라틴어: Papyri Graecae Magicae 파리리 그라에카에 마기카에[*], 영어: Greek Magical Papyri)는 줄여서 마법 파피루스라고도 한다. 두문자어로는 영어 "Greek Magical Papyri"가 아닌 라틴어 "Papyri Graecae Magicae"의 두문자를 따서 PGM이라고 한다.
그리스 마법 파피루스는 마법과 종교가 혼합되었던 그레코로만 이집트 세계에 대해 나름의 일정한 이해의 실마리를 주는, 이집트의 사막에서 발견된, 대부분 고대 그리스어로 쓰여진 문헌들의 컬렉션을 지칭하는 낱말이다. 나머지는 콥트어와 이집트 민중 문자 등으로 쓰여졌다. 이 컬렉션의 파피루스들의 성립 연대는 기원전 2세기부터 기원후 5세기경까지이다.
조반니 아나스타시(Giovanni Anastasi: 1780-1860)가 1827년에 이집트에서 이 파피루스 컬렉션을 구입하였다. 이 컬렉션을 "테베 캐시(Thebes Cache)"라고도 하는데, 이 컬렉션에는 또한 연금술에 관한 내용을 담고 있는 스톡홀름 파피루스(Stockholm papyrus)와 라이든 파피루스 X(Leyden papyrus X)가 포함되어 있었다. 조반니 아나스타시의 이 컬렉션은 1840년대와 1850년대에 여러 곳으로 흩어졌다.
그 후 20세기 초에 독일 학자인 칼 프라이젠단츠(Karl Preisendanz)가 이 파피루스 컬렉션을 재수집하여 1928년과 1931년에 2권으로 출판하였다. 그 후 새로운 문헌들을 추가하여 그의 사후인 1974년에 2권으로 된 제2판이 출판되었다.

## 같이 보기
- 마술
- 마법
- 그레코로만 세계의 마법(Magic in the Greco-Roman World)
- 파피루스학(Papyrology)
- 에페시아 그라마타(Ephesia Grammata · 에페소스 주문(呪文))

## 참고 문헌
- (독일어) Preisendanz, K. et al. (1928-1931 first ed.) 《Papyri Graecae Magicae. Die Griechischen Zauberpapyri》. (2 vols)
- (독일어) Preisendanz, K., Albert Henrichs (1974-1974 second ed.) 《Papyri Graecae Magicae. Die Griechischen Zauberpapyri》. (2 vols) Stuttgart: Teubner.
- (영어) Betz, H. D. et al. (1986) 《The Greek Magical Papyri in Translation. Including the Demotic Texts》. University of Chicago Press.
- (스페인어) Muñoz Delgado, L. (2001) 《Léxico de magia y religión en los papiros mágicos griegos》. Diccionario Griego-Español. Anejo V. Madrid: CSIC.
- (영어) William M. Brashear, "The Greek Magical Papyri", 《Aufstieg und Niedergang der römischen Welt》 II, 18.5 (1995), pp. 3380–3730, limited preview online.